# 1998년 그레이터런던 당국 주민투표
1998년 그레이터런던 당국 주민투표 (Greater London Authority referendum of 1998)는 영국 그레이터런던의 민선 시장과 민선 의회 전환을 통한 그레이터런던 당국 창설에 관하여 1998년 5월 7일 런던시민을 대상으로 시행된 주민투표이다. 〈1998년 그레이터런던 당국 (주민투표) 법〉 제정에 따라 시행되었으며, 투표율은 34.1%로 저조하였으나 72.0%라는 높은 찬성 비율로 마무리되었다.
투표 이후 1999년 그레이터런던 당국법이 영국 의회에서 통과되어 설치에 대한 법적 근거가 마련되었으며, 이듬해 2000년 5월 제1회 런던 시장 선거에서 켄 리빙스턴이 당선되어 초대 민선 시장에 오름과 동시에, 제1회 런던 의회 선거도 동시에 치러져 그레이터런던 당국이 공식 출범했다.

## 설문지
투표지에는 다음과 같은 설문이 적혀져 있었다.

Are you in favour of the Government's proposals for a Greater London Authority, made up of an elected mayor and a separately elected assembly?
귀하는 민선 시장과 별도의 민선 의회로 구성된 그레이터런던 당국에 관한 정부안에 찬성하십니까?

설문에 대한 기표란은 간단히 YES / NO (예/아니오)로 되어 있었다.

## 결과
| 1998년 그레이터런던 당국 주민투표 결과 |                       |           |         |
| 찬반                                   | 찬반                  | 득표수    | %       |
|                                        | 찬성                  | 1,230,739 | 72.01%  |
|                                        | 반대                  | 478,413   | 27.99%  |
|                                        |                       |           |         |
| 유효표                                 | 유효표                | 1,709,172 | 98.49%  |
| 무효표                                 | 무효표                | 26,178    | 1.51%   |
| 총합                                   | 총합                  | 1,735,350 | 100.00% |
|                                        |                       |           |         |
| 등록유권자수 / 투표율                  | 등록유권자수 / 투표율 | 5,016,064 | 34.60%  |

| 찬성 72.0% (1,230,759표) | 반대 28.0% (478,413표) |
| ▲                        |                        |

### 상세 결과
| 지역                | 투표수 (표) | 투표수 (표) | 득표율 (%) | 득표율 (%) | 총합  |
| 지역                | 찬성        | 반대        | 찬성       | 반대       | 총합  |
| ------------------- | ----------- | ----------- | ---------- | ---------- | ----- |
| 시티오브런던        | 977         | 574         | 63.0       | 37.0       | 30.6  |
| 바킹대거넘구        | 20,534      | 7,406       | 73.5       | 26.5       | 24.9  |
| 바닛구              | 55,487      | 24,210      | 69.6       | 30.4       | 35.3  |
| 벡슬리구            | 36,527      | 21,195      | 63.3       | 36.7       | 34.7  |
| 브렌트구            | 47,309      | 13,050      | 78.4       | 21.6       | 35.6  |
| 브롬리구            | 51,410      | 38,662      | 57.1       | 42.9       | 40.2  |
| 캠던구              | 36,007      | 8,348       | 81.2       | 18.8       | 32.8  |
| 크로이던구          | 53,863      | 29,368      | 64.7       | 35.3       | 37.2  |
| 일링구              | 52,348      | 16,092      | 76.5       | 23.5       | 37.8  |
| 엔필드구            | 44,297      | 21,639      | 67.2       | 32.8       | 32.8  |
| 그리니치구          | 36,756      | 12,356      | 74.8       | 25.2       | 32.4  |
| 해크니구            | 31,956      | 7,195       | 81.6       | 18.4       | 33.8  |
| 해머스미스풀럼구    | 29,171      | 8,255       | 77.9       | 22.1       | 33.6  |
| 해링게이구          | 36,296      | 7,038       | 83.8       | 16.2       | 29.9  |
| 해로구              | 38,412      | 17,407      | 68.8       | 31.2       | 36.0  |
| 헤이버링구          | 36,390      | 23,788      | 60.5       | 39.5       | 33.8  |
| 힐링던구            | 38,518      | 22,523      | 63.1       | 36.9       | 34.4  |
| 하운즐로구          | 36,957      | 12,554      | 74.6       | 25.4       | 31.9  |
| 이즐링턴구          | 32,826      | 7,428       | 81.6       | 18.5       | 34.2  |
| 켄징턴첼시구        | 20,064      | 8,469       | 70.3       | 29.7       | 27.9  |
| 킹스턴어폰템스구    | 28,621      | 13,043      | 68.7       | 31.3       | 41.1  |
| 램버스구            | 47,391      | 10,544      | 81.8       | 18.2       | 31.7  |
| 루이셤구            | 40,188      | 11,060      | 78.4       | 21.6       | 29.3  |
| 머턴구              | 35,418      | 13,635      | 72.2       | 27.8       | 37.6  |
| 뉴엄구              | 33,084      | 7,575       | 81.4       | 18.6       | 27.9  |
| 레드브리지구        | 42,547      | 18,098      | 70.2       | 29.8       | 34.9  |
| 리치먼드어폰템스구  | 39,115      | 16,135      | 70.8       | 29.2       | 44.5  |
| 서더크구            | 42,196      | 10,089      | 80.7       | 19.3       | 32.7  |
| 서턴구              | 29,653      | 16,091      | 64.8       | 35.2       | 34.9  |
| 타워햄리츠구        | 32,630      | 9,467       | 77.5       | 22.5       | 34.2  |
| 월섬포리스트구      | 38,344      | 14,090      | 73.1       | 26.9       | 33.6  |
| 원즈워스구          | 57,010      | 19,695      | 74.3       | 25.7       | 38.7  |
| 웨스트민스터구      | 28,413      | 11,334      | 71.5       | 28.5       | 31.8  |
| 총합                | 1,230,759   | 478,413     | 72.01      | 27.99      | 34.1% |
| 출처: 인디펜던트 지 |             |             |            |            |       |

시티오브런던과 32개 런던 자치구를 비롯해 런던 전역에서 찬성이 우세한 것으로 결과가 나왔으나, 대체로 이너런던의 찬성 비율이 높고 아우터런던 지역일수록 찬성비율이 낮았다. 찬성비율이 가장 낮은 구는 60.5%를 기록한 헤이버링구, 57.1%를 기록한 브롬리구였으며, 반대로 찬성비율이 가장 높은 구는 83.8%를 기록한 해링게이구, 81.8%를 기록한 램버스구가 꼽혔다.

## 같이 보기
- 그레이터런던 당국
- 런던 시장
- 런던 의회